# Комиссар полиции (Великобритания)
Комиссар по полицейским делам или комиссар по полицейским и криминальным делам (англ. Police and crime commissioner, PCC; валл. Comisiynydd yr heddlu a throseddu) — выборное должностное лицо в Англии и Уэльсе, ответственное за общий надзор за работой полиции.
Кроме того, в Англии существуют комиссары по полицейским, пожарным и криминальным делам (англ. Police, fire and crime commissioner, PFCC), выборные должностные лица, ответственные за общий надзор как за полицейскими силами, так и за пожарными службами. Комиссары по полицейским делам заменили ныне упразднённые полицейские ведомства. Первые должностные лица были избраны 15 ноября 2012 года.

## Предыстория
В ходе кампании по выборам в Палату общин 2010 года в манифестах консерваторов и либерал-демократов были изложены планы, соответственно, по замене или реформированию существующих полицейских ведомств. После выборов в соглашении о коалиции консерваторов и либерал-демократов от 2010 года было указано, что:

Мы введём меры по повышению подотчётности полиции за счёт надзора со стороны напрямую избранного лица, которое будет подвергаться строгой системе сдержек и противовесов со стороны местных избранных представителей.
Оригинальный текст (англ.)We will introduce measures to make the police more accountable through oversight by a directly elected individual, who will be subject to strict checks and balances by locally elected representatives.
— UK Cabinet Office Website
Позже в 2010 году правительство опубликовало доклад Policing in the 21st Century о своём видении полицейской деятельности, включая введение новой должности, комиссаров по полицейским и криминальным делам. За этим последовал Акт о реформе полиции и социальной ответственности (2011). Министр внутренних дел Тереза Мэй издала приказ о протоколе полицейской деятельности в ноябре 2011 года, в котором говорилось:

Введение должности комиссаров по полицейским и криминальным делам позволило Министерству внутренних дел отказаться от повседневных вопросов полицейской деятельности, предоставив полиции большую свободу в борьбе с преступностью по своему усмотрению и позволив местным общинам привлекать полицию к ответственности.
Оригинальный текст (англ.)The establishment of PCCs has allowed for the Home Office to withdraw from day-to-day policing matters, giving the police greater freedom to fight crime as they see fit, and allowing local communities to hold the police to account.
— UK Legislation
МВД поручило Ассоциации комиссаров по полицейским и криминальным делам (англ. Association of Police and Crime Commissioners, APCC) содействовать координации, представительству и поддержке комиссаров и органов управления полиции с ноября 2012 года. В апреле 2021 года Ассоциация объединяла всех 40 комиссаров.

## Роль и функции
Основные функции комиссаров по полицейским делам заключаются в обеспечении эффективности полицейских сил на их территории, а также в привлечении главного констебля к ответственности за выполнение плана действий полиции. Комиссарам поручено контролировать фонд полиции (из которого финансируется вся деятельность полиции в районе) и его финансирование за счёт муниципального налога. Комиссары также назначают, отстраняют от должности и увольняют главного констебля, хотя в Приказе о протоколе полицейской деятельности 2011 года говорится, что PCC «не должен сковывать оперативную независимость полиции и главного констебля, который ее возглавляет». Своего заместителя комиссар назначает сам.
Вскоре после избрания на должность комиссар должен подготовить «план действий полиции». Этот план должен включать его цели в отношении полицейской деятельности, какие ресурсы будут предоставлены главному констеблю и как будет оцениваться эффективность работы. И комиссар, и главный констебль должны учитывать план действий полиции при исполнении своих обязанностей. Комиссар обязан представлять общественности годовой отчёт о прогрессе в полицейской деятельности.
Комиссары контролируют «полицейский фонд», из которого финансируется вся деятельность полиции. Основная часть финансирования полицейского фонда поступает из Министерства внутренних дел в виде ежегодного гранта (рассчитанного на пропорциональной основе с учётом различий между 43 подразделениями полиции в Англии и Уэльсе, которые значительно различаются по численности населения, географическому положению, площади, уровню преступности и тенденциям), хотя комиссары также устанавливают ставки муниципального налога для сбора дополнительных средств. Если комиссар желает увеличить налог на сумму, которая считается чрезмерной, Акт о локализме 2011 требует проведения референдума. Комиссар несёт ответственность за определение бюджета для полицейских сил района, который включает в себя выделение достаточного количества денег из общего полицейского бюджета, чтобы гарантировать, что комиссар может эффективно выполнять свои собственные функции.
В сентябре 2015 года правительство провело консультации по предложениям, которые поставили бы пожарные службы Англии под контроль комиссаров. В настоящее время есть четыре комиссара по полицейским, пожарным и криминальным делам: в Эссексе, Стаффордшире, Северном Йоркшире и Нортгемптоншире.

## Комиссии по полицейским и криминальным делам
В соответствии с Актом о реформе полиции и социальной ответственности 2011 года в каждом районе в Англии и Уэльсе (за исключением Большого Лондона) были созданы комиссии по полицейским и криминальным делам (буквально — панели англ. Police and crime panels). Эти комиссии состоят как минимум из одного представителя от каждого местного органа власти в этом районе и как минимум двух независимых членов, кооптированных комиссией.
Комиссии несут ответственность за проверку решений комиссара и обеспечение доступности этой информации для общественности. Они должны изучить проект плана действий полиции и проект годового отчёта комиссара перед публикацией, а комиссар должен должным образом рассмотреть их замечания. Комиссия может потребовать присутствия комиссара или члена его штата в любое время и может отстранить комиссара от должности, если ему предъявлено обвинение в серьёзном уголовном правонарушении. Комиссии могут наложить вето на предложенное комиссаром предписание или предложенную им кандидатуру на пост главного констебля большинством в две трети голосов.
В отчёте Национального управления аудита, опубликованном в январе 2014 года, констатировалось, что комиссии по полицейским и криминальным делам, созданные для проверки комиссаров, «не обладают полномочиями» действовать в соответствии с получаемой ими информацией.

## Выборы
Срок полномочий комиссара составляет четыре года. Ограничений на количество сроков, которые гражданин может находиться на данной должности, нет.
На выборах используется система дополнительного голоса: избиратели отмечают в бюллетенях свой первый и второй выбор кандидата. Если ни один кандидат не получает большинства голосов первого предпочтения, все, кроме двух лучших кандидатов, исключаются, а голоса второго предпочтения исключённых кандидатов распределяются между одним из двух оставшихся (или откладываются, если нет второго предпочтения ни для одного из них), чтобы определить победителя. В Законе о реформе полиции и социальной ответственности 2011 года указывается, что в случае если есть только два кандидата, то используется система относительного большинства.

## Критика
Среди проблем были конфликты между комиссарами и главными констеблями, вопросы по расходам комиссаров, стоимости выборов и низкая явка избирателей (в некоторых случаях ниже 15 %). Тренинговая компания Plain English Campaign в 2015 году описала комиссаров как «серийных преступников» в «искажении английского языка» и использовании «жаргона». Бывший министр внутренних дел Тереза Мэй, которая представила комиссаров, избранных прямым голосованием, в 2014 году, считала, что эта политика имела смешанный успех.
В 2014 году либерал-демократы заявили, что изменили свои позиции по отношению к комиссарам. В свете этого партия бойкотировала довыборы комиссаров в Южном Йоркшире в 2014 году.
Ожидалось, что в результате принятия Закона о передаче полномочий городов и местных органов власти от 2016 года, некоторые комиссары будут заменены мэрами, избранными прямым голосованием. В 2017 году комиссаром полиции Большого Манчестера был назначен мэр Большого Манчестера, а в 2021 году роль комиссара по преступности Уэст-Йоркшира перешла к мэру Уэст-Йоркшира. В 2019 году мэры городского округа Ливерпуль и Уэст-Мидлендса выступили за то, чтобы взять на себя функции комиссара полиции в своих районах.